# Výroba oceli

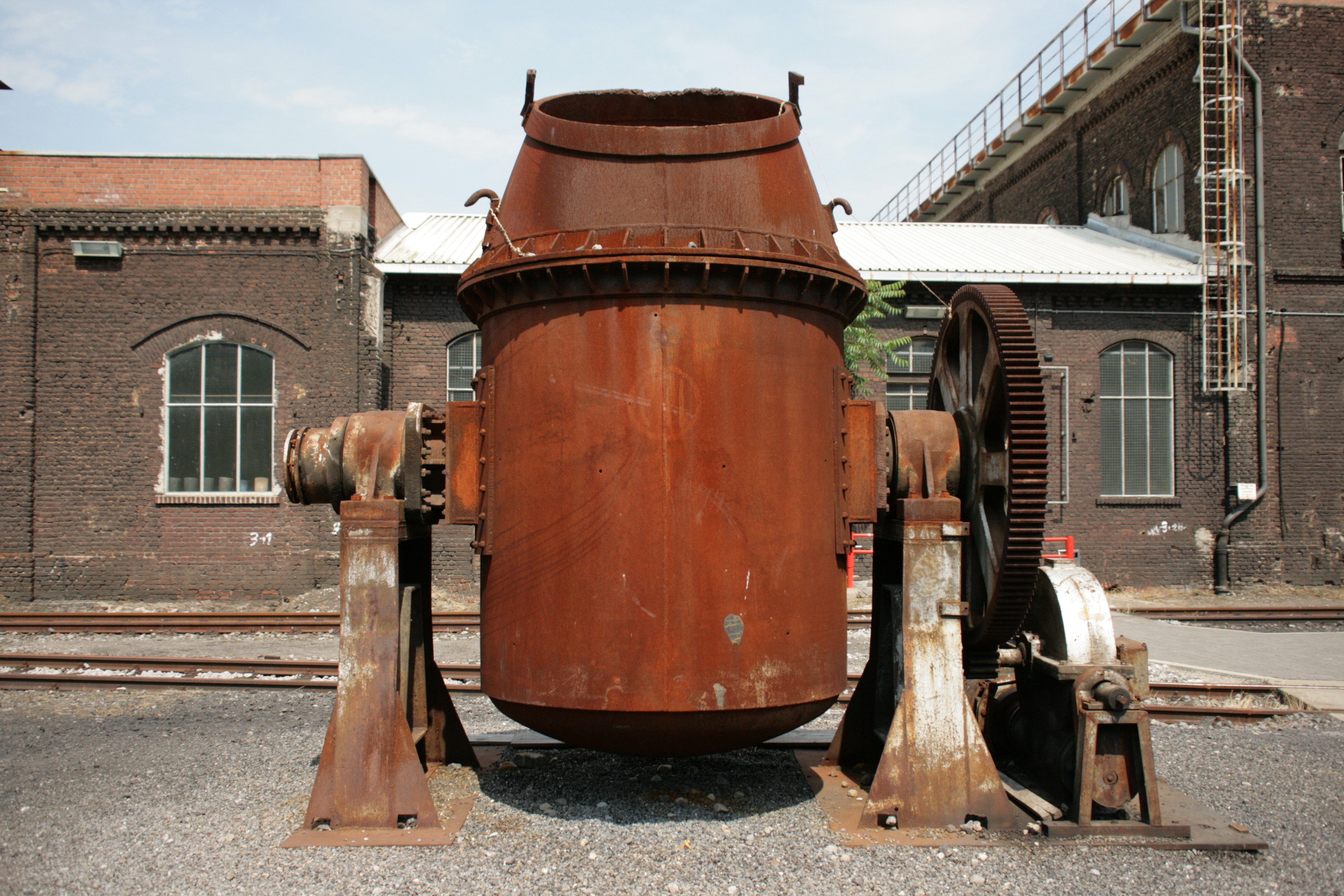
Bessemerův konvertor

Výroba oceli je metalurgický postup získání oceli, technické slitiny železa s nižším obsahem uhlíku, než mají litiny, ze surového železa odstraňováním přebytečného uhlíku a dalších nežádoucích prvků, jako je fosfor a síra, a dodáním žádoucích legujících prvků, např. manganu, hliníku, křemíku a dalších. Ocel se vyrábí ve specializovaném hutním provozu, který se nazývá ocelárna. Ocel se ve značné míře recykluje a další surovinou pro ocelárny je železný šrot.

## Historie

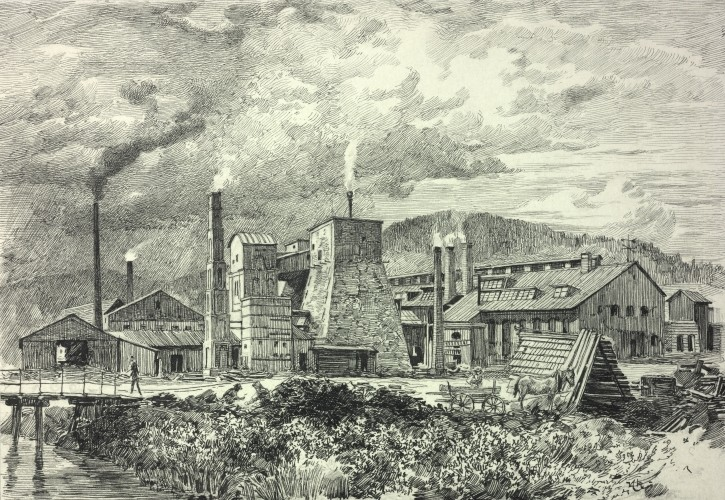
Železárny ve Frýdlantu nad Ostravicí na konci 19. století

Ocel se v Evropě používala již před 2900 lety.
V nejstarších dobách byla nízkouhlíková ocel získávána přímo ze železné rudy ve formě houbovitého polotovaru v dýmačce, jednoduché redukční peci, která nebyla schopna výrobek roztavit. Polotovar se pak zpracovával kováním v hamru.
Zvětšováním objemu a zejména výšky pece se zvyšovala nejen účinnost zařízení, ale také teplota procesu. Při dosažení výšky pece cca 4 m dosáhla teplota ve spodní části pece přes 900 °C, kdy dochází k nauhličování železa za vzniku karbidu železa. Zvyšováním obsahu karbidu železa dochází ke snižování teploty tavení (viz Binární diagram železo-uhlík), takže při dosažení teploty nad 1150 °C dojde k roztavení produktu a vzniká tak surové železo. Tento meziprodukt bylo možno využít k výrobě oceli, až když byla vyvinuta technologie jeho zkujňování, tedy odstraňování příliš velkého množství grafitického uhlíku – dejlováním, později pudlováním atd.
V moderní době tedy ocel vzniká zkujňováním surového železa. Mezi nejstarší a již překonané metody zkujňování patří tzv. pudlování, při kterém se roztavené surové železo promíchávalo s hematitem (minerál Fe2O3) a jeho vlivem docházelo ke „spalování“ uhlíku i dalších příměsí. Vzniklé tzv. svářkové železo se poté na ocel zpracovávalo náročnými metodami jako je cementace (dlouhodobé zahřívaní tyčového železa s dřevěným uhlím) nebo kelímkový proces (tavení železa s přesným množstvím dřevěného uhlí). V polovině 19. století však již tento způsob nedokázal pokrýt stále rostoucí poptávku po oceli a hledala se jiná možnost.
V roce 1856 si nechal Henry Bessemer patentovat nový zkujňovací postup, po něm pojmenovaný jako tzv. bessemerování. Provádělo se v tzv. konvertorech oxidací uhlíku profukováním roztaveného železa vzduchem. Alkalické příměsi se zachycovaly v podobě strusky na vyzdívce konvertoru. Síra byla odstraňována pomocí zrcadloviny (feromangan) obsahující mangan, což navrhl Robert Forester Mushet. Vlivem nové metody se výroba oceli významně zlevnila, například v Británii během 10 let cena klesla ze 70 na 15 liber za jednu tunu. V USA musel Andrew Carnegie přizpůsobit postup železné rudě od Hořejšího jezera a roce 1872 začal vyrábět kolejnice za 170 dolarů za tunu, ale v roce 1898 se cena snížila na 17 dolarů za jednu tunu.

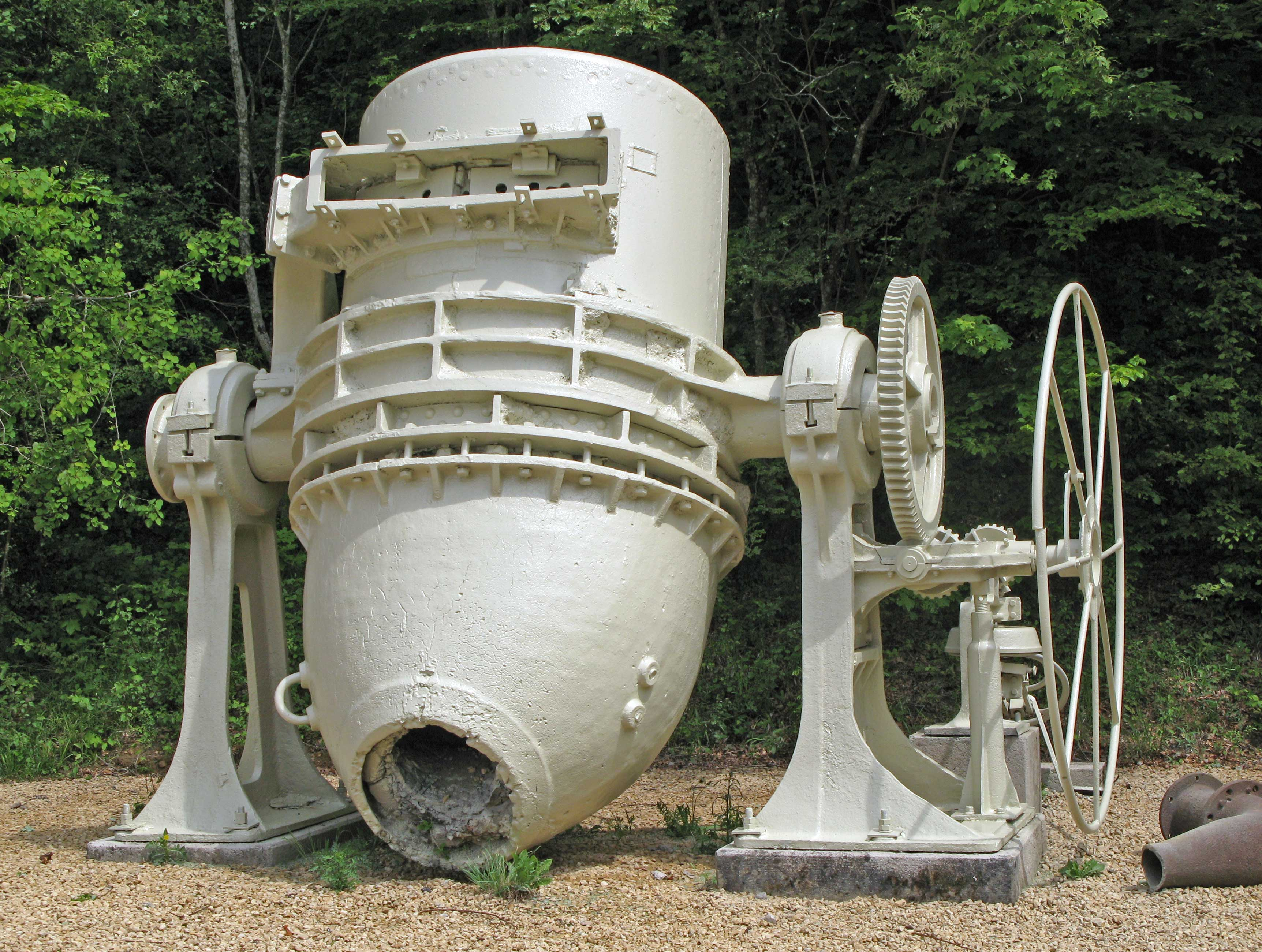
Thomasův konvertor

Další modifikaci zavedli roku 1897 Sidney Gilchrist Thomas a Percy Carlyle Gilchrist, když na vyzdívku konvertoru použili vápenec nebo dolomit. Tímto tzv. zásaditým způsobem bylo umožněno zpracování surového železa s vysokým obsahem fosforu, neboť veškeré kyselé příměsi včetně fosforu zreagují s vyzdívkou za vzniku zásadité strusky, která našla uplatnění jako hnojivo. Postup podle Bessemera včetně modifikací se udržel skoro až do roku 1910.
Několik let po Bessemerovu způsobu zavedl sir William Siemens (původem z Německa) tzv. Siemensův-Martinův proces zkujňování železa. Oxidace příměsí probíhala v Siemensově-Martinově peci, kterou lze opatřit podle typu surového železa vyzdívkou zásaditou nebo kyselou. Vytápění je na rozdíl od ostatních způsobů vnější. Siemensův-Martinův způsob vytlačil Bessemeraci díky hospodárnějšímu provozu a snadnější regulaci složení oceli.
V roce 1952 byl v Rakousku zaveden tzv. zásaditý kyslíkový konvertorový proces, který spolu se svými modifikacemi vytlačil méně ekonomický Siemensův-Martinův způsob. Je také méně časově náročný a proto patří k nejběžnějším ve výrobě oceli. Hlavní princip je profukování proudem čistého kyslíku vysouvatelnými ocelovými tryskami skrz roztavené surové železo. Nečistoty přitom tvoří se zásaditou vyzdívkou pece strusku, která se odstraňuje vylitím (nakloněním) konvertoru.
V roce 1878 si nechal William Siemens patentovat metodu zkujňování železa v elektrické peci, při kterém se surové železo taví účinkem tepla vznikajícího přímo průchodem elektrického proudu surovým železem, nebo nepřímo vznikem elektrického oblouku nad povrchem železa. Tento energeticky náročnější způsob se používá při výrobě slitinových a vysoce kvalitních ocelí.

## Výrobní postup

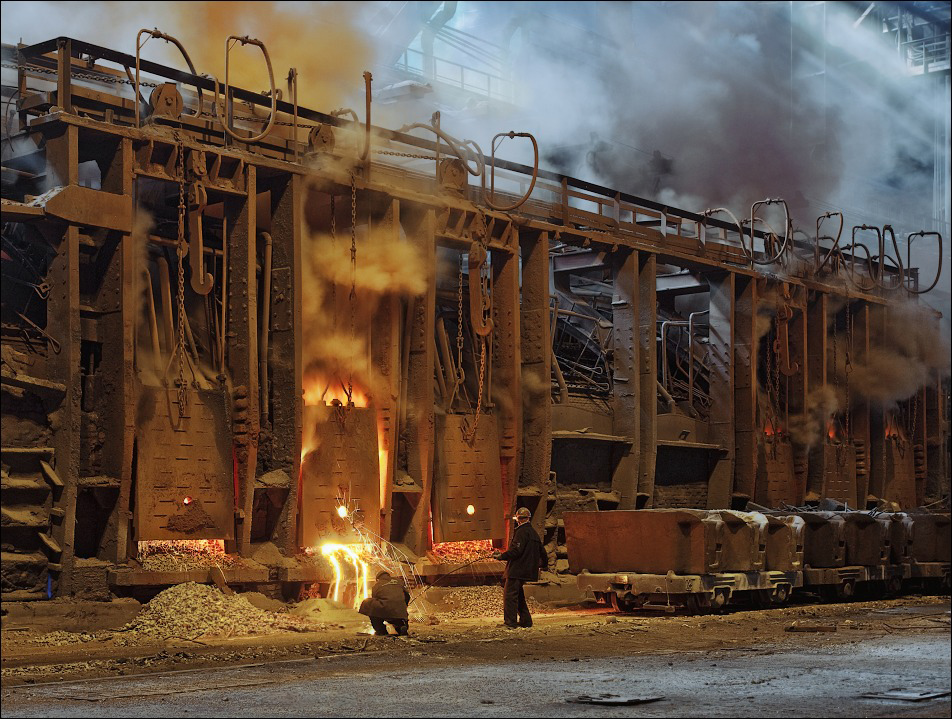
Siemensova-Martinova pec

Výchozím materiálem pro výrobu ocele je zpravidla surové železo. Výroba surového železa probíhá ve vysoké peci redukcí oxidů železa obsažených v železné rudě. Ruda, koks a vápenec jsou vsazovány do vysoké pece a zde za vysokých teplot redukovány a taveny. Surové železo a vysokopecní struska jsou periodicky odebírány z vysoké pece a buďto odlévány do tzv. housek nebo jako tekutý kov transportovány přímo do oceláren.
V současnosti se nejvíce používá některý ze zásaditých kyslíkových konvertorů nebo elektricky vytápěné pece, zatímco výroba v Siemens-Martinových pecích je na ústupu. Celý proces zpracování surového železa na ocel je pečlivě řízen tak, aby výsledný produkt obsahoval pouze požadované množství uhlíku. Pro výrobu běžných typů ocelí se obsah uhlíku obvykle snižuje pod 1,5 %. Získaná tzv. nelegovaná neboli měkká ocel je poměrně měkká a snadno se mechanicky zpracovává (tažení, kování, ohýbání atd.). Mechanické vlastnosti se dají dále upravovat tepelným zpracováním, například kalením (zahřátím do červeného žáru a prudkým zchlazením vodou nebo minerálním olejem) nebo popouštěním (zahřátím na 200 až 300 °C a pomalým chlazením). Slouží k výrobě drátů, plechů, hřebíků a podobných produktů.

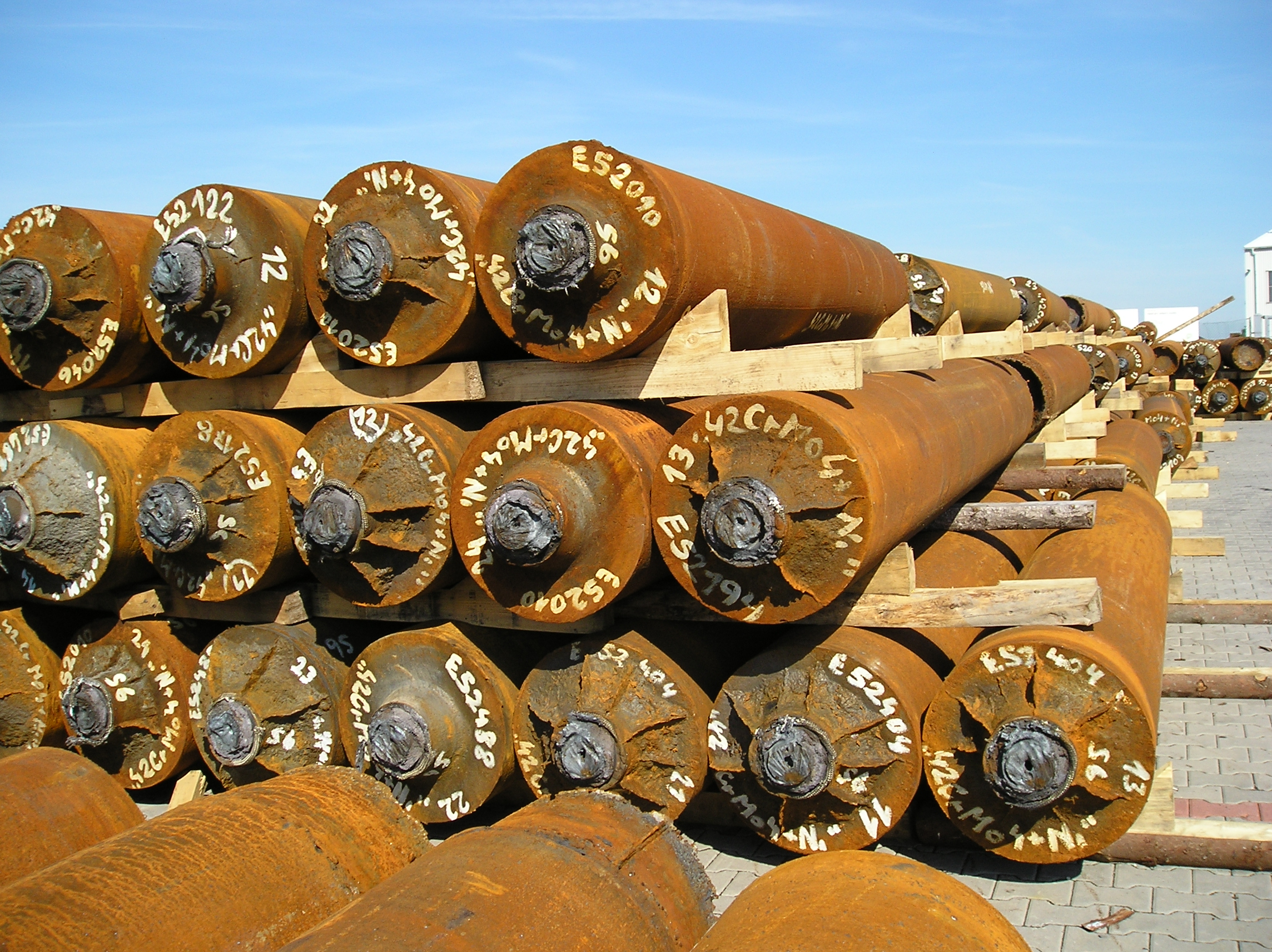
Ocelové ingoty

Další zkvalitnění vyrobené oceli se dosahuje legováním, tedy přídavky definovaných množství jiných kovů za vzniku slitiny. Tzv. nízkolegované oceli obsahují maximálně 5 % legovacích kovů, vysoce legované oceli mohou mít i přes 30 % kovů jiných než železo (např. superduplexní korozivzdorná ocel UNS S32750). Hlavními prvky pro legování ocelí jsou nikl, chrom, vanad, mangan, wolfram, kobalt a ve speciálních aplikacích ještě mnoho dalších. Po oduhličení a přisazení legujících prvků je tavenina odlévána do ingotů v kokilách nebo kontinuálně odlévána. Takto vyrobený polotovar je potom výchozím materiálem pro další zpracování válcováním nebo kováním.
Rozlišujeme uklidněné a neuklidněné oceli. U uklidněných ocelí je rozpuštěný kyslík vázán přísadou hliníku nebo křemíku. Existuje více než 2 000 různých druhů ocelí s přesně definovaným složením a mechanickými vlastnostmi jako je pevnost, tvrdost, chemická odolnost a řada dalších.
V současné době je ocel vyráběna převážně v tzv. integrovaných hutních provozech, kde je koncentrována celá výroba od surového železa přes ocelárnu a válcovnu až k hotovému polotovaru. Rozšířeny jsou i tzv. miniocelárny, kde je ocel vyráběna z ocelového odpadu v elektrických pecích a odlévána v kontinuálním licím zařízení na bramy, sochory apod. Ocelové polotovary jsou dále zpracovány ve válcovnách na drát, plech, nosníky, kolejnice, profily, které jsou široce používány v průmyslu, ve stavebnictví jako součást železobetonu nebo ke konstrukci mostů, skeletů výškových budov a věží, elektrárenských turbín, nádob jaderných reaktorů a mnoho dalších. Část polotovarů slouží jako výchozí materiál pro výrobu výkovků v kovárnách.

## Statistika výroby oceli

Podíl typu výroby oceli ve světě.

V roce 2007 bylo na světě vyrobeno 1 348 107 tis. tun. Zdaleka nejvíce oceli bylo vyrobeno v Číně – 489 712 tisíc tun. Druhým nejsilnějším výrobcem oceli jsou ostatní asijské země s 268 673 tis. tunami; státy Evropské unie vyprodukovaly celkem 210 260 tis. tun, čímž se umisťují na třetím místě ve světové produkci oceli. Pro srovnání v České republice se výroba oceli zvýšila oproti loňskému roku o 0,8 %, tedy na 5,31 milionů tun.
Výroba oceli je jedním z odvětví s nejvyššími emisemi uhlíku na světě. Od roku 2020 je výroba oceli zodpovědná za asi 10 % emisí skleníkových plynů. Pro zmírnění globálního oteplování bude muset průmysl nalézt výrazné snížení emisí. Zachycování a využití uhlíku nebo zachycování a ukládání uhlíku jsou navrhované techniky ke snížení emisí oxidu uhličitého v ocelářském průmyslu a snížení železné rudy pomocí zeleného vodíku namísto uhlíku.
| Teritorium                                                                  | 2007      | 2011      | 2012      | 2013      | 2014      | 2015      | 2016      | změna v % | změna v % |
|                                                                             | tis.t     | tis.t     | tis.t     | tis.t     | tis.t     | tis.t     | tis.t     | 16/15     | 16/07     |
| Země EU-28                                                                  | 210 260   | 177 791   | 168 589   | 166 356   | 169 301   | 166 115   | 162 037   | –2,5      | –22,9     |
| Ostatní Evropa                                                              | 30 533    | 39 079    | 39 917    | 38 627    | 38 374    | 35 778    | 37 651    | 5,2       | 23,3      |
| Země SNS                                                                    | 124 169   | 112 663   | 110 739   | 108 408   | 106 079   | 101 552   | 102 360   | 0,8       | –17,6     |
| Severní Amerika                                                             | 132 618   | 118 675   | 121 586   | 118 978   | 121 093   | 110 938   | 110 624   | –0,3      | –16,6     |
| Jižní Amerika                                                               | 48 232    | 48 165    | 46 379    | 45 822    | 45 043    | 43 899    | 40 220    | –8,4      | –16,6     |
| Afrika                                                                      | 18 675    | 15 696    | 15 337    | 15 963    | 14 885    | 13 701    | 13 099    | –4,4      | –29,9     |
| Střední Východ                                                              | 16 452    | 23 230    | 24 979    | 26 967    | 29 986    | 29 429    | 31 480    | 7,0       | 91,3      |
| Čína                                                                        | 489 712   | 701 968   | 731 040   | 822 000   | 822 750   | 798 785   | 808 370   | 1,2       | 65,1      |
| Ostatní Asie                                                                | 268 673   | 293 489   | 295 761   | 301 646   | 316 917   | 309 048   | 317 873   | 2,9       | 18,3      |
| Oceánie                                                                     | 8 783     | 7 248     | 5 805     | 5 588     | 5 466     | 5 717     | 5 837     | 2,1       | –33,5     |
| Celkem svět                                                                 | 1 348 107 | 1 538 004 | 1 560 132 | 1 650 355 | 1 669 894 | 1 614 962 | 1 629 551 | 0,9       | 20,9      |
| Zdroj: Statistika Worldsteel association (WSA), worldsteel 103, březen 2017 |           |           |           |           |           |           |           |           |           |

V roce 2016 patřily mezi největší producenty oceli tyto společnosti:
| Pořadí | Název             | Mil.t/rok |
| ------ | ----------------- | --------- |
| 1      | ArcelorMittal     | 95.45     |
| 2      | China Baowu Group | 63.81     |
| 3      | HBIS Group        | 46.18     |
| 4      | NSSMC Group       | 46.16     |
| 5      | POSCO             | 41.56     |

### Česko
V Česku bylo v roce 2016 vyrobeno 5,306 milionů tun oceli, což bylo více než v loňském roce i v roce 2009, kdy následkem ekonomické krize dosáhla výroba oceli v Česku historického minima 4,6 milionů tun. Největším výrobcem oceli byl ArcelorMittal Ostrava, následovaný Třineckými železárnami a Evraz Vítkovice Steel.
| rok    | 1989 | 1990 | 1991 | 1992 | 1993 | 1994 | 1995 | 1996 | 1997 | 1998 | 1999 | 2000 | 2001 | 2002 | 2003 | 2004 | 2005 | 2006 | 2007 | 2008 | 2009 | 2010 | 2011 | 2012 | 2013 | 2014 | 2015 | 2016 |
| výroba | 10,7 | 10,1 | 8,0  | 7,3  | 6,8  | 7,1  | 7,2  | 6,5  | 6,8  | 6,5  | 5,6  | 6,2  | 6,3  | 6,5  | 6,8  | 7,0  | 6,2  | 7,1  | 6,4  | 4,9  | 4,6  | 5,2  | 5,6  | 5,1  | 5,2  | 5,4  | 5,3  | 5,3  |